# Little Musgrave and the Lady Barnard
Little Musgrave and the Lady Barnard, negli Stati Uniti d'America nota generalmente come Matty Groves, è una ballata tradizionale in lingua inglese. È una tragica e cupa storia di adulterio. Nelle Child Ballads le è attribuito il numero 81.

## Storia e struttura della ballata
Come è ovvio, l'adulterio è uno degli argomenti preferiti dai cantori di ballate (non solo britanniche), e le mogli infedeli, i delatori (quasi sempre dei perfidi paggi) e i mariti che tornano a casa troppo presto sono all'ordine del giorno. Ne risultano naturalmente delle spaventose tragedie da rotocalco, e Little Musgrave and the Lady Barnard (i nomi dei protagonisti variano a seconda delle versioni, da Mousgrove a Lady Barnet), ne è uno dei migliori -e più antichi- esempi. Una strofa della ballata è citata già nel Knight of the Burning Pestle di Beaumont e Fletcher (1611), ma la prima copia intera pervenutaci è del 1658 (il testo che qui presentiamo). Le numerose versioni posteriori, inglesi e scozzesi, ne differiscono solo per dettagli, anche se importanti. Nella nostra versione, ad esempio, il piccolo Musgrave è destato dal sonno dal corno di Lord Barnard; in un foglio pepysiano è invece un suo amico, che milita tra gli uomini di Barnard, che dà l'inascoltato segnale:
But one of the men, that Mousgrove did love,

And respected his friendship most deare,

To give him knowledge Lord Barnet was neere

Did winde his bugle most cleere.

Sebbene usualmente il Piccolo Musgrave (l'epiteto di piccolo può qui riferirsi sia alla sua età, sia alla sua condizione sociale; meno probabilmente alla statura fisica) affronti Lord Barnard con coraggio, quasi irridendolo, alcune versioni ce lo presentano invece inaspettatamente vigliacco: scoperto sul fatto, egli arriva a maledire la sua disperata amante. Il massacro di Lady Barnard è di solito meno crudele che nella nostra ballata (spesso addirittura assente), ma in alcuni testi scozzesi è addirittura incinta (di Barnard), e si ha quindi una scena molto forte, anzi decisamente splatter:
I'm not sae wae for my lady,

For she lies cauld and dead;

But I'm richt wae for my young son

Lies sprawling in her blood.

## Le versioni americane.Matty Groves.
Sebbene la ballata fosse nota ai recenti immigrati scozzesi in Canada, in questo secolo essa è virtualmente scomparsa dalle Isole Britanniche. Restano invece vivissime le versioni americane, rigorosamente ancora ambientate in Scozia o in Inghilterra e di solito molto dettagliate riguardo al motivo dell'assenza di Lord Barnard (è andato a Londra per visitare o assistere all'incoronazione del Re alla cappella reale di Whitehall). Il Piccolo Musgrave del Nuovo Mondo si chiama generalmente Matty Groves, nome chiaramente ripreso dall'originale, mentre il Lord e la Lady mutano il loro casato in vari modi (Arlen, Arnold, Banner, Daniel). Una bella e notissima versione di Matty Groves è stata incisa da Joan Baez (in The Joan Baez Ballad Book, II), ed è giustamente famosa per il suo andamento ricco di pathos, sottolineato dall'accompagnamento musicale (per la discussione sulla tradizione americana, sia per il testo che per la musica, si veda Barry, pp. 150-194). Altre interpretazioni sono state date dai Fairport Convention e da Sandy Denny. Una bellissima versione è quella degli irlandesi Planxty.
Il testo che qui presentiamo proviene da Wit Restor'd, 1658, p. 174.

## Rielaborazioni colte
Il Little Musgrave ha avuto delle rielaborazioni anche da parte di famosi musicisti. Ad esempio, sulla base della melodia tradizionale e del testo dell’Oxford Book Of Ballads di Sir Arthur Quiller-Couch) ne fu data una variazione da Benjamin Britten.

## Il testo originale della ballata
As it fell one holy-day –

Hay downe

As many be in the yeare

When young men and maids together did goe

Their mattins and masses to heare,

Little Musgrave came to the church-dore,

The priest was at private masse;

But he had more minde of the faire women

Then he had of our lady's grace.

The one of them was clad in greene,

Another was clad in pall;

And then came in Lord Barnard's wife,

The fairest amonst them all.

She cast an eye on Little Musgrave,

As bright as the summer sun;

And then bethought this Little Musgrave,

This lady's heart have I woonn.

Quoth she, "I have loved thee, Little Musgrave,

Full long and many a day;"

"So have I loved you, fair Lady,

Yet never a word durste I say."

"I have a bower at Buckelsfordbery,

Full daintyly it is deight;

If thou wilt wend thither, thou Little Musgrave,

Thous lig in mine armes all night."

Quoth he, "I thank thee, faire Lady,

This kindenesse thou showest to mee;

But whether it be to my veal or woe,

This night I will lig with thee."

With that he herde, a little tynë page,

By his ladye's coach as he ran:

"All though I am my ladye's foot-page,

Yet I am Lord Barnard's man.

"My Lord Barnard shall knowe of this,

Whether I sink or swime;"

And ever where the bridges were broake

He laid him downe to swimme.

"A sleepe or wake, thou Lord Barnard,

As thou art a man of life,

For Little Musgrave is at Bucklesfordbery

A bed with thy own wedded wife."

"If this be true, thou little tinny page,

This thing thou tellest to me,

Then all the land in Bucklesfordbery

I freely will give to thee.

"But if it be a ly, thou little tinny page,

This thing thou tellest to me,

On the hyest tree in Bucklesfordbery

Then hanged shalt thou be."

He called up his merry men all:

"Come saddle me my steed;

This night I must to Bucklesfordbery,

For I never had greater need."

And some of them whistld, and some of them sung,

And some these words did say,

And ever when my Lord Barnard's horn blew,

"Away, Musgrave, away!"

"Methinks I hear the thresel-cock,

Methinks I hear the jaye;

Methinks I hear my Lord Barnard

And I would I were away."

"Lye still, lye still, thou Little Musgrave,

And huggell me from the cold;

'tis nothing but a shephard's boy

A driving his sheep to the fold.

"Is not thy hawke upon a perch?

Thy steed eats oats and hay;

And thou a fair lady in thine arms,

And wouldst thou bee away?"

With that my Lord Barnard came to the dore,

And lit a stone upon;

He plucked out three silver keys,

And he opened the dores each one.

He lifted up the coverlett,

He lifted up the sheet:

"How now, how now, thou Littell Musgrave,

Doest thou find my lady sweet?"

"I find her sweet", quoth Little Musgrave,

"The more 'tis to my paine;

I would gladly give three hundred pounds

That I were on yonder plaine."

"Arise, arise, thou Littell Musgrave,

And put they clothës on;

It shall nere be said in my country

I have killed a naked man.

"I have two swords in one scabberd,

Full deere the coste my purse;

And thou shalt have the best of them,

And I will have the worse."

The first stroke that Little Musgrave stroke,

He hurt Lord Barnard sore;

The next stroke that Lord Barnard stroke,

Little Musgrave nere struck more.

With that bespake this faire lady,

In bed whereas she lay:

"Although thou'rt dead, thou Little Musgrave,

Yet I for thee will pray.

"And wish well to thy soule will I,

So long as I have life;

So will I not for thee, Barnard,

Although I am thy wedded wife."

Het cut her paps from off her brest;

Great pitty it was to see

That some drops of this ladie's heart blood

Ran trickling down her knee.

"Woe worth you, woe worth, my mery men all,

You were not borne for my good;

Why did you not offer to stay my hand,

When you see me wax so wood?

"For I have slaine the bravest sir knight

That ever rode on a steed;

So have I done the fairest lady

That ever did woman's deed.

"A grave, a grave", Lord Barnard cryd,

"To put these lovers in;

But lay my lady on the upper hand,

For she came of the better kin."

## Traduzione italiana
IL PICCOLO MUSGRAVE E LADY BARNARD

Accadde in un giorno di festa –

Giù il fieno

Come ce ne son tanti in un anno,

Quando giovani e ragazze vanno insieme

A sentir messe e mattutini.

Il piccolo Musgrave arrivò alla chiesa,

Il prete diceva una messa privata;

Ma aveva più testa per le belle ragazze

Che per la grazia della Madonna.

Una di loro aveva un vestito verde,

Un'altra un vestito bianco;

Poi giunse la moglie di Lord Barnard,

Di tutte certo la più bella.

Lanciò uno sguardo al piccolo Musgrave

Splendente come il sole d'estate,

E pensò allora il piccolo Musgrave

D'averle conquistato il cuore.

Lei disse, "Ti amo, piccolo Musgrave,

Oramai da tanti giorni;"

"Anch'io ti amo, signora,

Ma non ho mai osato dirti nulla."

"Ho un castello a Bucklesfordbury,

Che è pieno di belle cose;

Se ci vuoi venire, piccolo Musgrave,

Starai tutta la notte fra le mie braccia."

Lui disse, "Ti ringrazio, bella signora,

Per la cortesia che mi stai usando;

Anche se ne avrò danno e rovina

Questa notte giacerò con te."

Ma quando un paggetto udì queste cose

Saltò sulla carrozza della signora:

"Sebbene io sia il paggio della lady

Sono anche un uomo di Lord Barnard.

"Il mio Lord Barnard lo deve sapere

Anche se dovrò nuotare o annegare;"

Ed anche dove i ponti eran rotti

Lui si gettò in acqua e nuotò.

"Dormi o sei sveglio, Lord Barnard?

Svegliati, se sei un uomo ardito,

Ché il piccolo Musgrave è a Bucklesfordbury

A letto con la tua sposa."

"Se questo è vero, mio piccolo paggio,

Se è vera la cosa che mi stai dicendo

Allora ti darò volentieri

Tutte le terre di Bucklesfordbery.

"Ma se dici il falso, mio piccolo paggio,

Se è falsa la cosa che mi stai dicendo,

Allorà ti farò impiccare

Al più alto albero di Bucklesfordbury."

Lui chiamò tutti i suoi uomini:

"Sellatemi, presto, il cavallo!

Stanotte devo andare a Bucklesfordbury,

Mai ne ho avuto bisogno più grande."

Alcuni fischiavano ed altri cantavano,

E qualcuno disse queste parole

Anche quando suonò il corno di Lord Barnard:

"Scappa, Musgrave, scappa!"

"Credo d'avere sentito il tordo,

Credo d'aver sentito la ghiandaia;

Credo d'aver sentito Lord Barnard

E me ne vorrei andare via."

"Stai calmo, stai calmo, piccolo Musgrave,

E proteggimi dal freddo;

È solamente un pastorello

Che guida le pecore al pascolo.

"Non hai il falcone sulla staffa,

E il cavallo a mangiare fieno e avena?

Non ha una bella donna tra le braccia,

Dunque, vorresti andare via?"

Ma Lord Barnard arrivò alla porta

E vi gettò davanti un sasso;

Prese tre chiavi d'argento

Ed aprì tutte e tre le porte.

Tirò via il copriletto,

Tirò via le lenzuola:

"Allora, allora, mio piccolo Musgrave,

Trovi bella la mia signora?"

"La trovo bella", disse il piccolo Musgrave,

"Ed è per questo che sono ancor più triste;

Darei volentieri trecento ghinee

Per essere giù in quei campi."

"Alzati, alzati, piccolo Musgrave,

Su, rimettiti i vestiti;

Nel mio paese non sarà mai detto

Che ho ucciso un uomo nudo.

"Ho tre spade nel fodero,

Che tanto mi sono costate;

E tu avrai la migliore,

Mentre io prenderò la peggiore."

Il primo colpo dato dal piccolo Musgrave

Ferì seriamente Lord Barnard;

Ma il secondo colpo lo diede Lord Barnard

E il piccolo Musgrave non colpì più.

Allora parlò la bella signora,

Nel letto dove giaceva:

"Anche se sei morto, piccolo Musgrave,

Io voglio pregare per te.

"Ed alla tua anima auguro ogni bene

Per tutto il tempo che io vivrò;

Ma alla tua, no, non l'auguro, Lord Barnard,

Anche se sono la tua legittima sposa."

Lui con un colpo le tagliò le mammelle

E fu veramente una grande sventura

Veder gocce di sangue di quella dama

Colarle giù fino alle ginocchia.

"Disgraziati voi tutti, miei uomini,

Non siete nati per il mio bene;

Perché non avete fermato la mia mano

Quando m'avete visto impazzire?

"Ho ucciso il più valente cavaliere

Che mai sia salito a cavallo;

Ed anche la più bella donna

Che mai sia stata partorita.

"Una tomba, una tomba", gridò Lord Barnard,

"Per seppellire questi due amanti;

Ma stendete sopra la mia sposa

Perché era nata da miglior casato."